# Código eleitoral
Chama-se código eleitoral ao conjunto de normas e disposições legislativas que regulamentam as eleições para cargos políticos.
O direito eleitoral é um ramo do direito público, mais especificamente uma especialização do direito constitucional, sendo o conjunto sistematizado de normas coercíveis que destina-se a assegurar a organização e o exercício de deveres e direitos políticos: votar ou ser votado.